# Melodía inmortal (película de 1947)
Melodía inmortal (título original en inglés, Song of Love) es una película biográfica de 1947 protagonizada por Katharine Hepburn, Paul Henreid, Robert Walker y Leo G. Carroll, dirigida por Clarence Brown y producida por Metro-Goldwyn-Mayer.

## Sinopsis
Desoyendo los consejos de su familia y amigos, Clara Wieck, una prometedora pianista, decide casarse con Robert Schumann, un compositor con muy poco futuro. Tras su matrimonio, Clara deja su carrera como concertista de piano para dedicarse en cuerpo y alma a su marido y a los siete hijos que ha tenido con él.

## Reparto
- Katharine Hepburn como Clara Wieck Schumann
- Paul Henreid como Robert Schumann
- Robert Walker como Johannes Brahms
- Henry Daniell como Franz Liszt
- Leo G. Carroll como Profesor Wieck
- Elsa Janssen como Bertha (acreditada como Else Janssen)
- Gigi Perreau como Julie
- 'Tinker' Furlong como Felix
- Ann Carter como Marie
- Janine Perreau como Eugenie
- Jimmy Hunt como Ludwig
- Anthony Sydes como Ferdinand
- Eilene Janssen como Elise
- Roman Bohnen como Dr. Hoffman
- Ludwig Stössel como Haslinger (acreditado como Ludwig Stossel)

## Recepción
La película recaudó $ 1,469,000 en los Estados Unidos y Canadá y $ 1,268,000 en otros lugares, lo que dio como resultado una pérdida final de $ 1,091,000. 
Variety enumeró la película como ganado $ 3.1 millones en alquileres de Estados Unidos.